# Plesiocera flavilabris
Plesiocera flavilabris är en tvåvingeart som beskrevs av Hesse 1956. Plesiocera flavilabris ingår i släktet Plesiocera och familjen svävflugor. Inga underarter finns listade i Catalogue of Life.